# Major League Soccer 2024
Navigation
Édition précédente Édition suivante
La Major League Soccer 2024 est la 29e saison de la Major League Soccer, le championnat professionnel de soccer d'Amérique du Nord. Elle est composée de vingt-neuf équipes (vingt-six des États-Unis et trois du Canada). C'est la première saison depuis la saison 2016 où aucune nouvelle équipe d'expansion ne rejoint la MLS. Columbus Crew est le vainqueur en 2023 pour la troisième fois de son histoire et le FC Cincinnati est le champion de la saison régulière.
Cinq places qualificatives pour la Coupe des champions de la CONCACAF 2025 y sont attribuées. La première est décernée au vainqueur de la Coupe de la Major League Soccer, la deuxième place revient au vainqueur du Supporters' Shield, la troisième à l'autre équipe terminant première de sa conférence en saison régulière tandis que les deux dernières sont attribuées aux formations suivantes les mieux classées en saison régulière.
Cette édition 2024 de la Major League Soccer est aussi marquée par une pause estivale d'environ un mois entre juillet et août afin de permettre la tenue de la Leagues Cup 2024, une compétition voyant s'affronter toutes les équipes de MLS et celles de Liga MX,,.
C'est la deuxième saison qu'Apple TV, la plateforme en ligne, est diffuseur officiel et en intégralité de la MLS après un accord passé en juin 2022 pour dix ans avec les administrateurs de la ligue,.

## Les vingt-neuf franchises participantes

### Carte
| Rapids FC Dallas Sporting Dynamo Los Angeles FC Galaxy Real Salt Lake Earthquakes Sounders Minnesota Timbers Whitecaps Austin Nashville Fire Crew D.C. United Montréal Revolution Orlando City Union Red Bulls New York · City FC Toronto FC Atlanta FC Cincinnati Inter Miami Charlotte St. Louis |

| - Association de l'Ouest - Austin FC - Rapids du Colorado - FC Dallas - Dynamo de Houston - Sporting Kansas City - Galaxy de Los Angeles - Los Angeles FC - Minnesota United - Timbers de Portland - St. Louis City SC - Real Salt Lake - Earthquakes de San José - Sounders de Seattle - Whitecaps de Vancouver | - Association de l'Est - Atlanta United - Charlotte FC - Fire de Chicago - FC Cincinnati - Crew de Columbus - D.C. United - Inter Miami - CF Montréal - Nashville SC - New York City FC - Orlando City SC - Red Bulls de New York - Revolution de la Nouvelle-Angleterre - Union de Philadelphie - Toronto FC |

### Participants
| Équipe                               | Entraîneur                    | Stade                      | Capacité |
| ------------------------------------ | ----------------------------- | -------------------------- | -------- |
| Atlanta United                       | Rob Valentino (en) (intérim)  | Mercedes-Benz Stadium      | 42 500   |
| Austin FC                            | Davy Arnaud (intérim)         | Q2 Stadium                 | 20 738   |
| Charlotte FC                         | Dean Smith                    | Bank of America Stadium    | 38 000   |
| Fire de Chicago                      | Frank Klopas                  | Soldier Field              | 24 955   |
| FC Cincinnati                        | Pat Noonan                    | TQL Stadium                | 26 000   |
| Rapids du Colorado                   | Chris Armas                   | Dick's Sporting Goods Park | 18 061   |
| Crew de Columbus                     | Wilfried Nancy                | Lower.com Field            | 20 011   |
| FC Dallas                            | Peter Luccin (intérim)        | Toyota Stadium             | 20 500   |
| D.C. United                          | Troy Lesesne (en)             | Audi Field                 | 20 000   |
| Dynamo de Houston                    | Ben Olsen                     | Shell Energy Stadium       | 22 039   |
| Galaxy de Los Angeles                | Greg Vanney                   | Dignity Health Sports Park | 27 000   |
| Los Angeles FC                       | Steve Cherundolo              | BMO Stadium                | 22 000   |
| Inter Miami                          | Gerardo Martino               | Chase Stadium              | 21 550   |
| Minnesota United                     | Eric Ramsay (en)              | Allianz Field              | 19 400   |
| CF Montréal                          | Laurent Courtois              | Stade Saputo               | 19 619   |
| Nashville SC                         | B. J. Callaghan (en)          | Geodis Park                | 30 000   |
| Revolution de la Nouvelle-Angleterre | Caleb Porter                  | Gillette Stadium           | 20 000   |
| New York City FC                     | Nick Cushing (en)             | Yankee Stadium             | 28 743   |
| Red Bulls de New York                | Sandro Schwarz                | Red Bull Arena             | 25 000   |
| Orlando City                         | Óscar Pareja                  | Inter&Co Stadium           | 25 500   |
| Union de Philadelphie                | Jim Curtin                    | Subaru Park                | 18 500   |
| Timbers de Portland                  | Phil Neville                  | Providence Park            | 25 218   |
| Real Salt Lake                       | Pablo Mastroeni               | America First Field        | 20 213   |
| Earthquakes de San José              | Ian Russell (en) (intérim)    | PayPal Park                | 18 000   |
| Sounders de Seattle                  | Brian Schmetzer               | Lumen Field                | 37 722   |
| Sporting Kansas City                 | Peter Vermes                  | Children's Mercy Park      | 18 467   |
| St. Louis City                       | John Hackworth (en) (intérim) | CityPark                   | 22 500   |
| Toronto FC                           | John Herdman                  | BMO Field                  | 28 351   |
| Whitecaps de Vancouver               | Vanni Sartini                 | BC Place                   | 22 120   |

Légende des couleurs
- Huitièmes de finale de la Coupe des champions 2024
- Premier tour  de la Coupe des champions 2024

### Changements d'entraîneurs
| Club                           | Entraîneur(s) partant(s)       | Motif du départ     | Date de départ   | Position   | Entraîneur(s) arrivant(s)      | Date d'arrivée   |
| ------------------------------ | ------------------------------ | ------------------- | ---------------- | ---------- | ------------------------------ | ---------------- |
| Timbers de Portland            | Miles Joseph (intérim)         | Fin de l'intérim    | 6 novembre 2023  | Pré-saison | Phil Neville                   | 6 novembre 2023  |
| Charlotte FC                   | Christian Lattanzio (en)       | Consentement mutuel | 8 novembre 2023  | Pré-saison | Dean Smith                     | 12 décembre 2023 |
| CF Montréal                    | Hernán Losada                  | Consentement mutuel | 9 novembre 2023  | Pré-saison | Laurent Courtois               | 8 janvier 2024   |
| Red Bulls de New York          | Troy Lesesne (en)              | Fin du contrat      | 14 novembre 2023 | Pré-saison | Sandro Schwarz                 | 14 décembre 2023 |
| Rapids du Colorado             | Chris Little (en) (intérim)    | Fin de l'intérim    | 17 novembre 2023 | Pré-saison | Chris Armas                    | 17 novembre 2023 |
| Fire de Chicago                | Frank Klopas (intérim)         | Fin de l'intérim    | 5 décembre 2023  | Pré-saison | Frank Klopas                   | 5 décembre 2023  |
| Rev. de la Nouvelle-Angleterre | Clint Peasy (en) (intérim)     | Fin de l'intérim    | 19 décembre 2023 | Pré-saison | Caleb Porter                   | 19 décembre 2023 |
| Minnesota United               | Sean McAuley (en) (intérim)    | Fin de l'intérim    | 5 janvier 2024   | Pré-saison | Cameron Knowles (en) (intérim) | 5 janvier 2024   |
| D.C. United                    | Frédéric Brillant (intérim)    | Fin de l'intérim    | 10 janvier 2024  | Pré-saison | Troy Lesesne (en)              | 10 janvier 2024  |
| Minnesota United               | Cameron Knowles (en) (intérim) | Fin de l'intérim    | 13 mars 2024     | 2e (O)     | Eric Ramsay (en)               | 13 mars 2024,    |
| Nashville SC                   | Gary Smith                     | Renvoi              | 16 mai 2024      | 10e (E)    | Rumba Munthali (en) (intérim)  | 16 mai 2024      |
| Atlanta United                 | Gonzalo Pineda                 | Renvoi              | 3 juin 2024      | 13e (E)    | Rob Valentino (en) (intérim)   | 3 juin 2024      |
| FC Dallas                      | Nico Estévez                   | Renvoi              | 9 juin 2024      | 13e (O)    | Peter Luccin (intérim)         | 9 juin 2024      |
| Earthquakes de San José        | Luchi Gonzalez                 | Renvoi              | 24 juin 2024     | 14e (O)    | Ian Russell (en) (intérim)     | 24 juin 2024     |
| St. Louis City                 | Bradley Carnell                | Renvoi              | 1er juillet 2024 | 12e (O)    | John Hackworth (en) (intérim)  | 1er juillet 2024 |
| Nashville SC                   | Rumba Munthali (en) (intérim)  | Fin de l'intérim    | 22 juillet 2024  | 12e (E)    | B. J. Callaghan (en)           | 22 juillet 2024  |
| Austin FC                      | Josh Wolff                     | Renvoi              | 6 octobre 2024   | 10e (O)    | Davy Arnaud (intérim)          | 6 octobre 2024   |

## Format de la compétition
Chaque équipe joue trente-quatre rencontres, dont vingt-six face à chacun de ses adversaires de la même conférence (une fois à domicile, une fois à l'extérieur), les huit (quatre à domicile et quatre à l'extérieur) matchs restants étant joués ainsi :
- Les quinze équipes de la Conférence Est jouent six matchs face à des formations de la Conférence Ouest.
- Les quatorze équipes de la Conférence Ouest jouent une ou deux rencontres additionnelles face à un rival de la même association et six ou sept parties contre des franchises de l'association opposée.

En cas d'égalité, les critères suivants départagent les équipes :
1. Nombre de victoires ;
2. Différence de buts générale ;
3. Nombre de buts marqués ;
4. Classement du fair-play ;
5. Différence de buts à l'extérieur ;
6. Nombre de buts marqués à l'extérieur ;
7. Tirage à la pièce[33].

Les sept meilleures équipes de chaque association sont qualifiées pour le premier tour des séries éliminatoires. Les équipes finissant huitième et neuvième dans chaque association s'affrontent dans un match éliminatoire pour accéder à ce premier tour,. Pour le premier tour, les équipes s'affrontent en format aller-retour avec un éventuel match d'appui chez le mieux classé afin de déterminer le meilleur club en trois matchs. Si une rencontre se conclut par un match nul, il n'y a pas de prolongations et une séance de tirs au but est organisée,. À partir des demi-finales de conférence, les affrontements se décident sur une seule partie tenue chez la franchise la mieux classée et une période de prolongations puis une séance de tirs au but peuvent être disputées,.

## Saison régulière

### Classements des conférences Ouest et Est
| Rang | Équipe                  | Pts | J  | G  | N  | P  | Bp | Bc | Diff |
| ---- | ----------------------- | --- | -- | -- | -- | -- | -- | -- | ---- |
| 1    | Los Angeles FC          | 64  | 34 | 19 | 7  | 8  | 63 | 43 | +20  |
| 2    | Galaxy de Los Angeles   | 64  | 34 | 19 | 7  | 8  | 69 | 50 | +19  |
| 3    | Real Salt Lake          | 59  | 34 | 16 | 11 | 7  | 65 | 48 | +17  |
| 4    | Sounders de Seattle     | 57  | 34 | 16 | 9  | 9  | 51 | 35 | +16  |
| 5    | Dynamo de Houston       | 54  | 34 | 15 | 9  | 10 | 47 | 39 | +8   |
| 6    | Minnesota United        | 52  | 34 | 15 | 7  | 12 | 58 | 49 | +9   |
| 7    | Rapids du Colorado      | 50  | 34 | 15 | 5  | 14 | 61 | 60 | +1   |
| 8    | Whitecaps de Vancouver  | 47  | 34 | 13 | 8  | 13 | 52 | 49 | +3   |
| 9    | Timbers de Portland     | 47  | 34 | 12 | 11 | 11 | 65 | 56 | +9   |
| 10   | Austin FC               | 42  | 34 | 11 | 9  | 14 | 39 | 48 | -9   |
| 11   | FC Dallas               | 41  | 34 | 11 | 8  | 15 | 54 | 56 | -2   |
| 12   | St. Louis City SC       | 37  | 34 | 8  | 13 | 13 | 50 | 63 | -13  |
| 13   | Sporting Kansas City    | 31  | 34 | 8  | 7  | 19 | 51 | 66 | -15  |
| 14   | Earthquakes de San José | 21  | 34 | 6  | 3  | 25 | 41 | 78 | -37  |

| Rang | Équipe                 | Pts | J  | G  | N  | P  | Bp | Bc | Diff |
| ---- | ---------------------- | --- | -- | -- | -- | -- | -- | -- | ---- |
| 1    | Inter Miami            | 74  | 34 | 22 | 8  | 4  | 79 | 49 | +30  |
| 2    | Crew de Columbus T     | 66  | 34 | 19 | 9  | 6  | 72 | 40 | +32  |
| 3    | FC Cincinnati          | 59  | 34 | 18 | 5  | 11 | 58 | 48 | +10  |
| 4    | Orlando City SC        | 52  | 34 | 15 | 7  | 12 | 59 | 50 | +9   |
| 5    | Charlotte FC           | 51  | 34 | 14 | 9  | 11 | 46 | 37 | +9   |
| 6    | New York City FC       | 50  | 34 | 14 | 8  | 12 | 54 | 49 | +5   |
| 7    | Red Bulls de New York  | 47  | 34 | 11 | 14 | 9  | 55 | 50 | +5   |
| 8    | CF Montréal            | 43  | 34 | 11 | 10 | 13 | 48 | 64 | -16  |
| 9    | Atlanta United         | 40  | 34 | 10 | 10 | 14 | 46 | 49 | -3   |
| 10   | D.C. United            | 40  | 34 | 10 | 10 | 14 | 52 | 70 | -18  |
| 11   | Toronto FC             | 37  | 34 | 11 | 4  | 19 | 40 | 61 | -21  |
| 12   | Union de Philadelphie  | 37  | 34 | 9  | 10 | 15 | 62 | 55 | +7   |
| 13   | Nashville SC           | 36  | 34 | 9  | 9  | 16 | 38 | 54 | -16  |
| 14   | Revolution de la N.-A. | 31  | 34 | 9  | 4  | 21 | 37 | 74 | -37  |
| 15   | Fire de Chicago        | 30  | 34 | 7  | 9  | 18 | 40 | 62 | -22  |

- Supporters' Shield et qualifications pour les séries éliminatoires et la Coupe des champions 2025
- Qualification pour les quarts de finale de conférence des séries éliminatoires et la Coupe des champions 2025
- Qualification pour les quarts de finale de conférence des séries éliminatoires
- Qualification pour le premier tour des séries éliminatoires

Abréviations
- T : Tenant du titre

### Classement général
| Rang | Équipe                               | Pts | J  | G  | N  | P  | Bp | Bc | Diff |
| ---- | ------------------------------------ | --- | -- | -- | -- | -- | -- | -- | ---- |
| 1    | Inter Miami                          | 74  | 34 | 22 | 8  | 4  | 79 | 49 | +30  |
| 2    | Crew de Columbus T L                 | 66  | 34 | 19 | 9  | 6  | 72 | 40 | +32  |
| 3    | Los Angeles FC C                     | 64  | 34 | 19 | 7  | 8  | 63 | 43 | +20  |
| 4    | Galaxy de Los Angeles                | 64  | 34 | 19 | 7  | 8  | 69 | 50 | +19  |
| 5    | FC Cincinnati                        | 59  | 34 | 18 | 5  | 11 | 58 | 48 | +10  |
| 6    | Real Salt Lake                       | 59  | 34 | 16 | 11 | 7  | 65 | 48 | +17  |
| 7    | Sounders de Seattle                  | 57  | 34 | 16 | 9  | 9  | 51 | 35 | +16  |
| 8    | Dynamo de Houston                    | 54  | 34 | 15 | 9  | 10 | 47 | 39 | +8   |
| 9    | Orlando City SC                      | 52  | 34 | 15 | 7  | 12 | 59 | 50 | +9   |
| 10   | Charlotte FC                         | 51  | 34 | 14 | 9  | 11 | 46 | 37 | +9   |
| 11   | Minnesota United                     | 52  | 34 | 15 | 7  | 12 | 58 | 49 | +9   |
| 12   | Rapids du Colorado                   | 50  | 34 | 15 | 5  | 14 | 61 | 60 | +1   |
| 13   | New York City FC                     | 50  | 34 | 14 | 8  | 12 | 54 | 49 | +5   |
| 14   | Whitecaps de Vancouver               | 47  | 34 | 13 | 8  | 13 | 52 | 49 | +3   |
| 15   | Timbers de Portland                  | 47  | 34 | 12 | 11 | 11 | 65 | 56 | +9   |
| 16   | Red Bulls de New York                | 47  | 34 | 11 | 14 | 9  | 55 | 50 | +5   |
| 17   | CF Montréal                          | 43  | 34 | 11 | 10 | 13 | 48 | 64 | -16  |
| 18   | Austin FC                            | 42  | 34 | 11 | 9  | 14 | 39 | 48 | -9   |
| 19   | FC Dallas                            | 41  | 34 | 11 | 8  | 15 | 54 | 56 | -2   |
| 20   | Atlanta United                       | 40  | 34 | 10 | 10 | 14 | 46 | 49 | -3   |
| 21   | D.C. United                          | 40  | 34 | 10 | 10 | 14 | 52 | 70 | -18  |
| 22   | Toronto FC                           | 37  | 34 | 11 | 4  | 19 | 40 | 61 | -21  |
| 23   | Union de Philadelphie                | 37  | 34 | 9  | 10 | 15 | 62 | 55 | +7   |
| 24   | St. Louis City SC                    | 37  | 34 | 8  | 13 | 13 | 50 | 63 | -13  |
| 25   | Nashville SC                         | 36  | 34 | 9  | 9  | 16 | 38 | 54 | -16  |
| 26   | Revolution de la Nouvelle-Angleterre | 31  | 34 | 9  | 4  | 21 | 37 | 74 | -37  |
| 27   | Sporting Kansas City                 | 31  | 34 | 8  | 7  | 19 | 51 | 66 | -15  |
| 28   | Fire de Chicago                      | 30  | 34 | 7  | 9  | 18 | 40 | 62 | -22  |
| 29   | Earthquakes de San José              | 21  | 34 | 6  | 3  | 25 | 41 | 78 | -37  |

- Qualification pour les huitièmes de finale de la Coupe des champions 2025
- Qualification pour le premier tour de la Coupe des champions 2025
- Qualification pour les seizièmes de finale de la Coupe des États-Unis 2025

Abréviations
- T : Tenant du titre
- C : Vainqueur de la Coupe des États-Unis 2024
- L : Vainqueur de la Leagues Cup 2024

### Résultats

#### Conférence Ouest
| Résultats (▼dom., ►ext.)                                   | AUS | COL | DAL | HOU | LAG | LAFC | MIN | POR | STL | RSL | SJ  | SEA | SKC | VAN | AUS | COL | DAL | HOU | LAG | LAFC | MIN | POR | STL | RSL | SJ  | SEA | SKC | VAN |
| Austin FC                                                  |     | 3-2 | 2-1 | 1-0 | 2-0 | 1-1  | 1-2 | 0-2 | 2-2 | 2-2 | 4-3 | 0-1 | 3-2 | 0-1 |     |     |     | 0-1 |     |      |     |     |     |     |     |     |     |     |
| Rapids du Colorado                                         | 2-0 |     | 2-1 | 0-1 | 1-3 | 3-2  | 3-3 | 2-1 | 4-1 | 3-2 | 2-3 | 0-1 | 2-1 | 1-0 |     |     |     |     |     |      |     |     |     |     |     |     |     |     |
| FC Dallas                                                  | 2-1 | 2-3 |     | 2-0 | 2-0 | 3-1  | 5-3 | 3-2 | 2-0 | 3-3 | 2-1 | 0-0 | 2-1 | 1-3 | 3-1 |     |     |     |     |      |     |     |     |     |     |     |     |     |
| Dynamo de Houston                                          | 0-1 | 3-1 | 1-1 |     | 2-1 | 0-0  | 1-1 | 1-0 | 0-0 | 4-1 | 2-1 | 2-2 | 1-1 | 1-1 |     |     |     |     |     |      |     |     |     |     |     |     |     |     |
| Galaxy de Los Angeles                                      | 2-1 | 3-2 | 3-1 | 2-1 |     | 1-2  | 2-1 | 3-2 | 3-3 | 2-2 | 4-3 | 1-0 | 4-2 | 4-2 |     |     |     |     |     | 4-2  |     |     |     |     |     |     |     |     |
| Los Angeles FC                                             | 1-1 | 3-0 | 1-0 | 0-2 | 2-1 |      | 2-0 | 3-2 | 1-0 | 1-1 | 6-2 | 2-1 | 0-0 | 3-0 |     |     |     |     |     |      |     |     |     |     | 3-1 |     |     |     |
| Minnesota United                                           | 0-1 | 3-0 | 1-1 | 1-2 | 2-2 | 2-0  |     | 2-1 | 4-1 | 1-1 | 2-0 | 2-3 | 2-1 | 1-3 |     |     |     |     |     |      |     |     |     |     |     |     | 3-1 |     |
| Timbers de Portland                                        | 0-1 | 4-1 | 0-0 | 2-2 | 4-2 | 2-2  | 3-2 |     | 4-4 | 3-0 | 4-2 | 1-2 | 2-1 | 2-0 |     |     |     |     |     |      |     |     |     |     |     | 1-0 |     |     |
| St. Louis City                                             | 1-0 | 0-3 | 0-0 | 3-0 | 2-1 | 0-2  | 1-3 | 0-0 |     | 1-1 | 2-0 | 1-2 | 3-1 | 1-4 |     |     |     |     |     |      |     |     |     |     |     |     |     |     |
| Real Salt Lake                                             | 5-1 | 1-2 | 3-2 | 3-2 | 0-1 | 3-0  | 0-0 | 3-3 | 3-1 |     | 0-2 | 2-0 | 1-0 | 2-1 |     | 5-3 |     |     |     |      |     |     |     |     |     |     |     |     |
| Earthquakes de San José                                    | 1-1 | 0-3 | 3-2 | 0-1 | 1-3 | 3-1  | 1-2 | 1-2 | 1-2 | 0-1 |     | 3-2 | 1-2 | 0-2 |     |     |     |     | 0-3 |      |     |     |     |     |     |     |     |     |
| Sounders de Seattle                                        | 0-0 | 1-1 | 3-2 | 1-0 | 0-0 | 0-3  | 2-0 | 1-1 | 2-0 | 1-1 | 2-2 |     | 2-0 | 0-2 |     |     |     |     |     |      |     |     |     |     |     |     |     | 1-1 |
| Sporting de Kansas City                                    | 2-0 | 4-1 | 3-2 | 1-2 | 2-3 | 0-3  | 0-2 | 3-3 | 3-3 | 3-4 | 2-1 | 2-1 |     | 1-2 |     |     |     |     |     |      |     |     | 1-1 |     |     |     |     |     |
| Whitecaps de Vancouver                                     | 0-0 | 2-1 | 0-0 | 3-4 | 1-3 | 1-2  | 0-1 | 3-2 | 4-3 | 1-2 | 2-0 | 0-3 | 2-1 |     |     |     |     |     |     |      |     | 1-1 |     |     |     |     |     |     |
| - Victoire à domicile - Match nul - Victoire à l'extérieur |     |     |     |     |     |      |     |     |     |     |     |     |     |     |     |     |     |     |     |      |     |     |     |     |     |     |     |     |

#### Conférence de l'Est
| Résultats (▼dom., ►ext.)                                   | ATL | CHA | CHI | CIN | CLB | DCU | MIA | MTL | NSH | N - A | NYFC | NYRB | ORL | PHI | TOR |
| Atlanta United                                             |     | 2-3 | 3-0 | 1-2 | 2-1 | 2-3 | 2-2 | 1-2 | 0-2 | 4-1   | 2-2  | 2-1  | 2-0 | 2-2 | 2-1 |
| Charlotte FC                                               | 0-1 |     | 4-3 | 1-1 | 2-0 | 1-0 | 1-2 | 2-0 | 1-0 | 4-0   | 1-0  | 1-1  | 2-2 | 0-0 | 3-2 |
| Fire de Chicago                                            | 0-0 | 0-1 |     | 1-2 | 1-3 | 1-2 | 1-4 | 4-3 | 0-3 | 0-1   | 0-0  | 2-1  | 1-1 | 4-3 | 1-1 |
| FC Cincinnati                                              | 1-0 | 1-3 | 0-1 |     | 0-0 | 0-0 | 6-1 | 4-1 | 0-2 | 1-2   | 1-0  | 1-2  | 1-3 | 4-3 | 0-0 |
| Crew de Columbus                                           | 1-0 | 1-1 | 2-1 | 1-2 |     | 1-1 | 2-3 | 0-0 | 2-0 | 4-0   | 4-2  | 3-0  | 4-3 | 3-2 | 4-0 |
| D.C. United                                                | 0-1 | 0-3 | 1-1 | 2-3 | 2-2 |     | 1-3 | 1-0 | 2-1 | 3-1   | 1-1  | 1-4  | 2-3 | 2-2 | 2-2 |
| Inter Miami                                                | 1-3 | 1-1 | 2-1 | 2-0 | 2-1 | 1-0 |     | 2-3 | 3-1 | 6-2   | 1-1  | 6-2  | 5-0 | 3-1 | 3-1 |
| CF Montréal                                                | 1-0 | 2-1 | 2-0 | 2-1 | 1-3 | 4-2 | 2-3 |     | 0-0 | 0-5   | 2-0  | 2-2  | 2-2 | 4-2 | 0-1 |
| Nashville SC                                               | 1-1 | 2-1 | 1-0 | 2-2 | 2-2 | 3-4 | 1-2 | 4-1 |     | 1-2   | 1-0  | 0-0  | 0-3 | 1-2 | 2-0 |
| Revolution de la NA                                        | 2-1 | 1-0 | 1-1 | 1-2 | 1-5 | 1-2 | 1-4 | 2-2 | 1-0 |       | 0-1  | 1-0  | 1-3 | 0-3 | 0-1 |
| New York City FC                                           | 1-1 | 2-1 | 2-2 | 3-2 | 2-3 | 2-0 | 1-1 | 2-0 | 3-1 | 2-0   |      | 2-1  | 4-2 | 1-5 | 2-1 |
| Red Bulls de New York                                      | 2-2 | 3-1 | 0-0 | 3-1 | 2-3 | 2-2 | 4-0 | 2-2 | 0-0 | 4-2   | 1-5  |      | 1-0 | 0-2 | 3-0 |
| Orlando City                                               | 1-2 | 2-0 | 4-2 | 0-1 | 0-2 | 5-0 | 0-0 | 0-0 | 3-0 | 3-0   | 1-1  | 1-1  |     | 2-1 | 1-2 |
| Union de Philadelphie                                      | 1-1 | 0-2 | 2-2 | 1-2 | 0-1 | 4-0 | 1-2 | 2-2 | 3-0 | 5-1   | 1-2  | 0-0  | 2-3 |     | 0-0 |
| Toronto FC                                                 | 2-0 | 1-0 | 1-4 | 3-4 | 0-2 | 1-3 | 0-1 | 5-1 | 1-2 | 1-0   | 2-3  | 1-4  | 1-2 | 2-1 |     |
| - Victoire à domicile - Match nul - Victoire à l'extérieur |     |     |     |     |     |     |     |     |     |       |      |      |     |     |     |

#### Match inter - conférences
| Résultats (▼dom., ►ext.)                                   | ATL | CHA | CHI | CIN | CLB | DCU | MIA | MTL | NSH | N - A | NYFC | NYRB | ORL | PHI | TOR |
| Austin FC                                                  |     | 2-2 |     |     |     |     |     |     |     |       | 2-1  |      |     | 2-2 |     |
| Rapids du Colorado                                         |     |     |     |     |     |     |     | 4-1 | 1-1 |       |      | 1-1  |     |     | 2-0 |
| FC Dallas                                                  |     |     |     | 0-1 |     |     |     | 1-2 |     |       |      |      | 1-3 |     |     |
| Dynamo de Houston                                          |     | 1-0 |     |     |     |     |     |     |     | 2-1   |      | 1-2  |     |     | 0-1 |
| Galaxy de Los Angeles                                      | 2-0 |     |     |     |     |     | 1-1 |     |     |       | 2-0  |      |     |     |     |
| Los Angeles FC                                             |     |     |     |     | 1-5 |     |     |     | 5-0 |       |      | 2-2  |     |     |     |
| Minnesota United                                           |     |     |     | 1-2 | 1-1 | 2-3 |     |     |     |       |      |      |     |     |     |
| Timbers de Portland                                        |     |     |     |     |     | 2-2 |     |     | 4-1 |       |      |      |     | 1-3 |     |
| St. Louis City                                             | 1-1 |     | 3-1 |     |     | 2-2 |     |     |     |       | 2-0  |      |     |     |     |
| Real Salt Lake                                             | 5-2 |     |     |     | 0-0 |     |     |     |     | 2-0   |      |      |     |     |     |
| Earthquakes de San José                                    |     |     | 1-0 | 2-4 |     |     |     |     |     |       |      |      | 0-1 |     |     |
| Sounders de Seattle                                        |     |     | 2-1 |     |     |     |     | 5-0 |     | 2-0   |      |      |     |     |     |
| Sporting de Kansas City                                    |     |     |     |     |     |     | 2-3 |     |     |       |      |      | 3-0 | 1-1 |     |
| Whitecaps de Vancouver                                     |     | 1-1 |     |     |     |     | 1-2 |     |     |       |      |      |     |     | 4-0 |
| - Victoire à domicile - Match nul - Victoire à l'extérieur |     |     |     |     |     |     |     |     |     |       |      |      |     |     |     |

| Résultats (▼dom., ►ext.)                                   | AUS | COL | DAL | HOU | LAG | LAFC | MIN | POR | STL | RSL | SJ  | SEA | SKC | VAN |
| Atlanta United                                             |     |     |     | 2-2 |     | 0-1  | 1-2 |     |     |     |     |     |     |     |
| Charlotte FC                                               |     |     |     |     | 0-0 |      | 0-3 | 2-0 |     |     |     |     |     |     |
| Fire de Chicago                                            |     |     |     | 2-1 | 2-1 |      |     |     |     | 0-4 |     |     |     |     |
| FC Cincinnati                                              |     | 2-1 |     |     |     | 1-2  |     |     | 3-1 |     |     |     |     |     |
| Crew de Columbus                                           |     |     |     |     |     |      |     | 2-2 |     |     |     | 0-4 | 4-0 |     |
| D.C. United                                                |     |     | 3-4 | 1-4 |     |      |     |     |     |     |     | 2-1 |     |     |
| Inter Miami                                                |     | 2-2 |     |     |     |      |     |     | 3-3 | 2-0 |     |     |     |     |
| CF Montréal                                                |     |     |     |     |     |      |     |     |     | 0-0 | 3-0 |     |     | 1-1 |
| Nashville SC                                               | 0-2 |     |     |     | 2-2 |      |     |     |     |     | 1-1 |     |     |     |
| Revolution de la NA                                        |     |     | 1-1 |     |     |      |     |     | 2-2 |     |     |     |     | 3-2 |
| New York City FC                                           |     | 0-2 |     |     |     |      |     | 1-2 |     |     | 5-1 |     |     |     |
| Red Bulls de New York                                      |     |     | 2-1 |     |     |      |     |     |     |     |     |     | 1-1 | 1-1 |
| Orlando City                                               | 2-0 |     |     |     |     | 1-3  | 2-3 |     |     |     |     |     |     |     |
| Union de Philadelphie                                      |     |     |     |     |     |      | 2-0 |     |     | 1-2 |     | 2-3 |     |     |
| Toronto FC                                                 | 2-1 |     | 3-1 |     |     |      |     |     |     |     |     |     | 1-3 |     |
| - Victoire à domicile - Match nul - Victoire à l'extérieur |     |     |     |     |     |      |     |     |     |     |     |     |     |     |

## Séries éliminatoires

### Règlement
Les sept meilleures équipes de chaque association sont qualifiées pour le premier tour des séries éliminatoires. Les équipes finissant huitième et neuvième dans chaque association s'affrontent dans un match éliminatoire pour accéder à ce premier tour,. S'il y a match nul au bout du temps réglementaire, on passe directement à la séance de tirs aux but. Pour le premier tour, les équipes s'affrontent en format aller-retour avec un éventuel match d'appui chez le mieux classé afin de déterminer le meilleur club en trois matchs. Si une rencontre se conclut par un match nul, il n'y a pas de prolongations et une séance de tirs au but est organisée,. À partir des demi-finales de conférence, les affrontements se décident sur une seule partie tenue chez la franchise la mieux classée et une période de prolongation puis une séance de tirs au but peuvent être disputées,.
La finale MLS a lieu sur le terrain de la meilleure équipe en phase régulière. Cette finale se déroule aussi en un seul match, avec prolongation et tirs au but pour départager si nécessaire les équipes.
Le gagnant du championnat se qualifie pour la Coupe des champions de la CONCACAF 2025. Si cette équipe s'était qualifiée pour cette compétition, la place est redistribuée à la meilleure équipe de la saison régulière non encore qualifiée pour cette compétition.

### Résultats

#### Tableau final
|  | Premier tour | Premier tour           | Premier tour | Premier tour           |    |                       | Demi-finale de conférence | Demi-finale de conférence | Demi-finale de conférence | Demi-finale de conférence |  |  | Finale de conférence | Finale de conférence | Finale de conférence | Finale de conférence |  |  | Coupe MLS 2024 | Coupe MLS 2024 | Coupe MLS 2024 | Coupe MLS 2024 |
|  |              |                        |              |                        |    |                       |                           |                           |                           |                           |  |  |                      |                      |                      |                      |  |  |                |                |                |                |
|  |              |                        |              |                        |    |                       |                           |                           |                           |                           |  |  |                      |                      |                      |                      |  |  |                |                |                |                |
|  | E1           | Inter Miami            | 1            | 1                      |    |                       |                           |                           |                           |                           |  |  |                      |                      |                      |                      |  |  |                |                |                |                |
|  | E1           | Inter Miami            | 1            | 1                      |    |                       |                           |                           |                           |                           |  |  |                      |                      |                      |                      |  |  |                |                |                |                |
|  | E9           | Atlanta United         | 2            | 2                      |    |                       |                           |                           |                           |                           |  |  |                      |                      |                      |                      |  |  |                |                |                |                |
|  | E9           | Atlanta United         | 2            | 2                      | E9 | Atlanta United        | 0                         | 0                         |                           |                           |  |  |                      |                      |                      |                      |  |  |                |                |                |                |
|  |              |                        |              |                        | E9 | Atlanta United        | 0                         | 0                         |                           |                           |  |  |                      |                      |                      |                      |  |  |                |                |                |                |
|  |              |                        | E4           | Orlando City SC        | 1  | 1                     |                           |                           |                           |                           |  |  |                      |                      |                      |                      |  |  |                |                |                |                |
|  | E4           | Orlando City SC        | E4           | Orlando City SC        | 1  | 1                     | 2                         | 2                         |                           |                           |  |  |                      |                      |                      |                      |  |  |                |                |                |                |
|  | E4           | Orlando City SC        |              |                        |    |                       |                           | 2                         |                           |                           |  |  |                      |                      |                      |                      |  |  |                |                |                |                |
|  | E5           | Charlotte FC           | 1            | 1                      |    |                       |                           |                           |                           |                           |  |  |                      |                      |                      |                      |  |  |                |                |                |                |
|  | E5           | Charlotte FC           | 1            | 1                      | E4 | Orlando City SC       | 0                         | 0                         |                           |                           |  |  |                      |                      |                      |                      |  |  |                |                |                |                |
|  |              |                        |              |                        | E4 | Orlando City SC       | 0                         | 0                         |                           |                           |  |  |                      |                      |                      |                      |  |  |                |                |                |                |
|  |              |                        | E7           | Red Bulls de New York  | 1  | 1                     |                           |                           |                           |                           |  |  |                      |                      |                      |                      |  |  |                |                |                |                |
|  | E3           | FC Cincinnati          | E7           | Red Bulls de New York  | 1  | 1                     | 1                         | 1                         |                           |                           |  |  |                      |                      |                      |                      |  |  |                |                |                |                |
|  | E3           | FC Cincinnati          |              |                        |    |                       |                           | 1                         |                           |                           |  |  |                      |                      |                      |                      |  |  |                |                |                |                |
|  | E6           | New York City FC       | 2            | 2                      |    |                       |                           |                           |                           |                           |  |  |                      |                      |                      |                      |  |  |                |                |                |                |
|  | E6           | New York City FC       | 2            | 2                      | E6 | New York City FC      | 0                         | 0                         |                           |                           |  |  |                      |                      |                      |                      |  |  |                |                |                |                |
|  |              |                        |              |                        | E6 | New York City FC      | 0                         | 0                         |                           |                           |  |  |                      |                      |                      |                      |  |  |                |                |                |                |
|  |              |                        | E7           | Red Bulls de New York  | 2  | 2                     |                           |                           |                           |                           |  |  |                      |                      |                      |                      |  |  |                |                |                |                |
|  | E2           | Crew de Columbus       | E7           | Red Bulls de New York  | 2  | 2                     | 0                         | 0                         |                           |                           |  |  |                      |                      |                      |                      |  |  |                |                |                |                |
|  | E2           | Crew de Columbus       |              |                        |    |                       |                           | 0                         |                           |                           |  |  |                      |                      |                      |                      |  |  |                |                |                |                |
|  | E7           | Red Bulls de New York  | 2            | 2                      |    |                       |                           |                           |                           |                           |  |  |                      |                      |                      |                      |  |  |                |                |                |                |
|  | E7           | Red Bulls de New York  | 2            | 2                      | E7 | Red Bulls de New York | 1                         | 1                         |                           |                           |  |  |                      |                      |                      |                      |  |  |                |                |                |                |
|  |              |                        |              |                        | E7 | Red Bulls de New York | 1                         | 1                         |                           |                           |  |  |                      |                      |                      |                      |  |  |                |                |                |                |
|  |              |                        | O2           | Galaxy de Los Angeles  | 2  | 2                     |                           |                           |                           |                           |  |  |                      |                      |                      |                      |  |  |                |                |                |                |
|  | O1           | Los Angeles FC         | O2           | Galaxy de Los Angeles  | 2  | 2                     | 2                         | 2                         |                           |                           |  |  |                      |                      |                      |                      |  |  |                |                |                |                |
|  | O1           | Los Angeles FC         |              |                        |    |                       |                           | 2                         |                           |                           |  |  |                      |                      |                      |                      |  |  |                |                |                |                |
|  | O8           | Whitecaps de Vancouver | 1            | 1                      |    |                       |                           |                           |                           |                           |  |  |                      |                      |                      |                      |  |  |                |                |                |                |
|  | O8           | Whitecaps de Vancouver | 1            | 1                      | O1 | Los Angeles FC        | 1                         | 1                         |                           |                           |  |  |                      |                      |                      |                      |  |  |                |                |                |                |
|  |              |                        |              |                        | O1 | Los Angeles FC        | 1                         | 1                         |                           |                           |  |  |                      |                      |                      |                      |  |  |                |                |                |                |
|  |              |                        | O4           | Sounders de Seattle ap | 2  | 2                     |                           |                           |                           |                           |  |  |                      |                      |                      |                      |  |  |                |                |                |                |
|  | O4           | Sounders de Seattle    | O4           | Sounders de Seattle ap | 2  | 2                     | 2                         | 2                         |                           |                           |  |  |                      |                      |                      |                      |  |  |                |                |                |                |
|  | O4           | Sounders de Seattle    |              |                        |    |                       |                           | 2                         |                           |                           |  |  |                      |                      |                      |                      |  |  |                |                |                |                |
|  | O5           | Dynamo de Houston      | 0            | 0                      |    |                       |                           |                           |                           |                           |  |  |                      |                      |                      |                      |  |  |                |                |                |                |
|  | O5           | Dynamo de Houston      | 0            | 0                      | O4 | Sounders de Seattle   | 0                         | 0                         |                           |                           |  |  |                      |                      |                      |                      |  |  |                |                |                |                |
|  |              |                        |              |                        | O4 | Sounders de Seattle   | 0                         | 0                         |                           |                           |  |  |                      |                      |                      |                      |  |  |                |                |                |                |
|  |              |                        | O2           | Galaxy de Los Angeles  | 1  | 1                     |                           |                           |                           |                           |  |  |                      |                      |                      |                      |  |  |                |                |                |                |
|  | O3           | Real Salt Lake         | O2           | Galaxy de Los Angeles  | 1  | 1                     | 0                         | 0                         |                           |                           |  |  |                      |                      |                      |                      |  |  |                |                |                |                |
|  | O3           | Real Salt Lake         |              |                        |    |                       |                           | 0                         |                           |                           |  |  |                      |                      |                      |                      |  |  |                |                |                |                |
|  | O6           | Minnesota United       | 2            | 2                      |    |                       |                           |                           |                           |                           |  |  |                      |                      |                      |                      |  |  |                |                |                |                |
|  | O6           | Minnesota United       | 2            | 2                      | O6 | Minnesota United      | 2                         | 2                         |                           |                           |  |  |                      |                      |                      |                      |  |  |                |                |                |                |
|  |              |                        |              |                        | O6 | Minnesota United      | 2                         | 2                         |                           |                           |  |  |                      |                      |                      |                      |  |  |                |                |                |                |
|  |              |                        | O2           | Galaxy de Los Angeles  | 6  | 6                     |                           |                           |                           |                           |  |  |                      |                      |                      |                      |  |  |                |                |                |                |
|  | O2           | Galaxy de Los Angeles  | O2           | Galaxy de Los Angeles  | 6  | 6                     | 2                         | 2                         |                           |                           |  |  |                      |                      |                      |                      |  |  |                |                |                |                |
|  | O2           | Galaxy de Los Angeles  |              |                        |    |                       |                           | 2                         |                           |                           |  |  |                      |                      |                      |                      |  |  |                |                |                |                |
|  | O7           | Rapids du Colorado     | 0            | 0                      |    |                       |                           |                           |                           |                           |  |  |                      |                      |                      |                      |  |  |                |                |                |                |
|  | O7           | Rapids du Colorado     | 0            | 0                      |    |                       |                           |                           |                           |                           |  |  |                      |                      |                      |                      |  |  |                |                |                |                |
|  |              |                        |              |                        |    |                       |                           |                           |                           |                           |  |  |                      |                      |                      |                      |  |  |                |                |                |                |

#### Conférence Est

##### Tour préliminaire
| 22 octobre 2024      | CF Montréal                                   | 2 - 2             | Atlanta United                                      | Stade Saputo, Montréal                         |                                                |
| 19 h 30 heure locale | Martínez 63e 89e (pen.)                       | (0 - 2)           | 29e Lennon · 44e Gregersen                          | Spectateurs : 16 566 Arbitrage : Joe Dickerson | Spectateurs : 16 566 Arbitrage : Joe Dickerson |
| 19 h 30 heure locale | Rapport                                       |                   |                                                     | Spectateurs : 16 566 Arbitrage : Joe Dickerson | Spectateurs : 16 566 Arbitrage : Joe Dickerson |
| 19 h 30 heure locale | Martínez · Pearce · Saliba · Corbo · Vilsaint | Tirs au but 4 - 5 | McCarty · Ríos · Miranchuk · Williams · Lobzhanidze | Spectateurs : 16 566 Arbitrage : Joe Dickerson | Spectateurs : 16 566 Arbitrage : Joe Dickerson |

##### Premier tour
| 25 octobre 2024      | Inter Miami          | 2 - 1   | Atlanta United  | Chase Stadium, Fort Lauderdale                 |                                                |
| 20 h 30 heure locale | Suárez 2e · Alba 60e | (1 - 1) | 39e Lobzhanidze | Spectateurs : 20 673 Arbitrage : Allen Chapman | Spectateurs : 20 673 Arbitrage : Allen Chapman |
| 20 h 30 heure locale | Rapport              |         |                 | Spectateurs : 20 673 Arbitrage : Allen Chapman | Spectateurs : 20 673 Arbitrage : Allen Chapman |

| 2 novembre 2024   | Atlanta United             | 2 - 1   | Inter Miami  | Mercedes-Benz Stadium, Atlanta                  |                                                 |
| 19 h heure locale | Williams 58e · Silva 90+4e | (0 - 1) | 40e Martínez | Spectateurs : 68 455 Arbitrage : Rubiel Vazquez | Spectateurs : 68 455 Arbitrage : Rubiel Vazquez |
| 19 h heure locale | Rapport                    |         |              | Spectateurs : 68 455 Arbitrage : Rubiel Vazquez | Spectateurs : 68 455 Arbitrage : Rubiel Vazquez |

| 9 novembre 2024   | Inter Miami           | 2 - 3   | Atlanta United             | Chase Stadium, Fort Lauderdale                 |                                                |
| 20 h heure locale | Rojas 17e · Messi 65e | (1 - 2) | 19e 21e Thiaré · 76e Slisz | Spectateurs : 20 673 Arbitrage : Lukasz Szpala | Spectateurs : 20 673 Arbitrage : Lukasz Szpala |
| 20 h heure locale | Rapport               |         |                            | Spectateurs : 20 673 Arbitrage : Lukasz Szpala | Spectateurs : 20 673 Arbitrage : Lukasz Szpala |

| 29 octobre 2024      | Crew de Columbus | 0 - 1   | Red Bulls de New York | Lower.com Field, Columbus                     |                                               |
| 18 h 45 heure locale |                  | (0 - 1) | 25e Carballo          | Spectateurs : 19 050 Arbitrage : Timothy Ford | Spectateurs : 19 050 Arbitrage : Timothy Ford |
| 18 h 45 heure locale | Rapport          |         |                       | Spectateurs : 19 050 Arbitrage : Timothy Ford | Spectateurs : 19 050 Arbitrage : Timothy Ford |

| 3 novembre 2024      | Red Bulls de New York                                         | 2 - 2             | Crew de Columbus                                                        | Red Bull Arena, Harrison                     |                                              |
| 16 h 30 heure locale | Vanzeir 64e · Forsberg 80e (pen.)                             | (0 - 0)           | 55e Arfsten · 90+6e Ramirez                                             | Spectateurs : 20 936 Arbitrage : Filip Dujic | Spectateurs : 20 936 Arbitrage : Filip Dujic |
| 16 h 30 heure locale | Rapport                                                       |                   |                                                                         | Spectateurs : 20 936 Arbitrage : Filip Dujic | Spectateurs : 20 936 Arbitrage : Filip Dujic |
| 16 h 30 heure locale | Tolkin · Eile · Carmona · Elias · Forsberg · Nealis · Edelman | Tirs au but 5 - 4 | Rossi · Ramirez · Hernández · Russell-Rowe · Cheberko · Arfsten · Mățan | Spectateurs : 20 936 Arbitrage : Filip Dujic | Spectateurs : 20 936 Arbitrage : Filip Dujic |

| 28 octobre 2024      | FC Cincinnati | 1 - 0   | New York City FC | TQL Stadium, Cincinnati                       |                                               |
| 18 h 45 heure locale | Asad 51e      | (0 - 0) |                  | Spectateurs : 21 413 Arbitrage : Sergii Boiko | Spectateurs : 21 413 Arbitrage : Sergii Boiko |
| 18 h 45 heure locale | Rapport       |         |                  | Spectateurs : 21 413 Arbitrage : Sergii Boiko | Spectateurs : 21 413 Arbitrage : Sergii Boiko |

| 2 novembre 2024   | New York City FC                                   | 3 - 1   | FC Cincinnati | Citi Field, New York                          |                                               |
| 17 h heure locale | Martínez 22e · Thiago 40e · Rodríguez 90+7e (pen.) | (2 - 0) | 65e Orellano  | Spectateurs : 19 585 Arbitrage : Ismir Pekmic | Spectateurs : 19 585 Arbitrage : Ismir Pekmic |
| 17 h heure locale | Rapport                                            |         |               | Spectateurs : 19 585 Arbitrage : Ismir Pekmic | Spectateurs : 19 585 Arbitrage : Ismir Pekmic |

| 9 novembre 2024   | FC Cincinnati                                                                     | 0 - 0             | New York City FC                                                              | TQL Stadium, Cincinnati                       |                                               |
| 16 h heure locale |                                                                                   | (0 - 0)           |                                                                               | Spectateurs : 22 487 Arbitrage : Drew Fischer | Spectateurs : 22 487 Arbitrage : Drew Fischer |
| 16 h heure locale | Rapport                                                                           |                   |                                                                               | Spectateurs : 22 487 Arbitrage : Drew Fischer | Spectateurs : 22 487 Arbitrage : Drew Fischer |
| 16 h heure locale | Acosta · Asad · Santos · Bucha · Kelsy · Robinson · Valenzuela · Awaziem · Hadebe | Tirs au but 5 - 6 | Rodríguez · Bakrar · Parks · Sands · Thiago · Haak · O'Toole · Perea · Ilenič | Spectateurs : 22 487 Arbitrage : Drew Fischer | Spectateurs : 22 487 Arbitrage : Drew Fischer |

| 27 octobre 2024      | Orlando City SC        | 2 - 0   | Charlotte FC | Inter&Co Stadium, Orlando                     |                                               |
| 19 h 30 heure locale | Torres 32e · Ojeda 76e | (1 - 0) |              | Spectateurs : 17 787 Arbitrage : Drew Fischer | Spectateurs : 17 787 Arbitrage : Drew Fischer |
| 19 h 30 heure locale | Rapport                |         |              | Spectateurs : 17 787 Arbitrage : Drew Fischer | Spectateurs : 17 787 Arbitrage : Drew Fischer |

| 1er novembre 2024    | Charlotte FC                    | 0 - 0             | Orlando City SC                      | Bank of America Stadium, Charlotte                  |                                                     |
| 19 h 30 heure locale |                                 | (0 - 0)           |                                      | Spectateurs : 40 238 Arbitrage : Guido Gonzales Jr. | Spectateurs : 40 238 Arbitrage : Guido Gonzales Jr. |
| 19 h 30 heure locale | Rapport                         |                   |                                      | Spectateurs : 40 238 Arbitrage : Guido Gonzales Jr. | Spectateurs : 40 238 Arbitrage : Guido Gonzales Jr. |
| 19 h 30 heure locale | Agyemang · Świderski · Westwood | Tirs au but 3 - 1 | Lodeiro · Jansson · Muriel · McGuire | Spectateurs : 40 238 Arbitrage : Guido Gonzales Jr. | Spectateurs : 40 238 Arbitrage : Guido Gonzales Jr. |

| 9 novembre 2024   | Orlando City SC                  | 1 - 1             | Charlotte FC                | Inter&Co Stadium, Orlando                     |                                               |
| 18 h heure locale | Torres 90+12e                    | (0 - 0)           | 81e Świderski               | Spectateurs : 20 021 Arbitrage : Ismir Pekmic | Spectateurs : 20 021 Arbitrage : Ismir Pekmic |
| 18 h heure locale | Rapport                          |                   |                             | Spectateurs : 20 021 Arbitrage : Ismir Pekmic | Spectateurs : 20 021 Arbitrage : Ismir Pekmic |
| 18 h heure locale | Muriel · Smith · Torres · Santos | Tirs au but 4 - 1 | Biel · Świderski · Westwood | Spectateurs : 20 021 Arbitrage : Ismir Pekmic | Spectateurs : 20 021 Arbitrage : Ismir Pekmic |

##### Demi-finales de conférence
| 23 novembre 2024     | New York City FC | 0 - 2   | Red Bulls de New York      | Citi Field, New York                           |                                                |
| 17 h 30 heure locale |                  | (0 - 2) | 16e Carballo · 25e Vanzeir | Spectateurs : 24 891 Arbitrage : Allen Chapman | Spectateurs : 24 891 Arbitrage : Allen Chapman |
| 17 h 30 heure locale | Rapport          |         |                            | Spectateurs : 24 891 Arbitrage : Allen Chapman | Spectateurs : 24 891 Arbitrage : Allen Chapman |

| 24 novembre 2024     | Orlando City SC | 1 - 0   | Atlanta United | Inter&Co Stadium, Orlando                           |                                                     |
| 15 h 30 heure locale | Enrique 39e     | (1 - 0) |                | Spectateurs : 25 055 Arbitrage : Armando Villarreal | Spectateurs : 25 055 Arbitrage : Armando Villarreal |
| 15 h 30 heure locale | Rapport         |         |                | Spectateurs : 25 055 Arbitrage : Armando Villarreal | Spectateurs : 25 055 Arbitrage : Armando Villarreal |

##### Finale de conférence
| 30 novembre 2024     | Orlando City SC | 0 - 1   | Red Bulls de New York | Inter&Co Stadium, Orlando                        |                                                  |
| 19 h 30 heure locale |                 | (0 - 0) | 47e Reyes             | Spectateurs : 25 046 Arbitrage : Rosendo Mendoza | Spectateurs : 25 046 Arbitrage : Rosendo Mendoza |
| 19 h 30 heure locale | Rapport         |         |                       | Spectateurs : 25 046 Arbitrage : Rosendo Mendoza | Spectateurs : 25 046 Arbitrage : Rosendo Mendoza |

#### Conférence Ouest

##### Tour préliminaire
| 23 octobre 2024      | Whitecaps de Vancouver                        | 5 - 0   | Timbers de Portland | Providence Park, Portland                       |                                                 |
| 19 h 30 heure locale | Gauld 20e 31e 59e · White 24e · Armstrong 51e | (3 - 0) |                     | Spectateurs : 19 143 Arbitrage : Rubiel Vazquez | Spectateurs : 19 143 Arbitrage : Rubiel Vazquez |
| 19 h 30 heure locale | Rapport                                       |         |                     | Spectateurs : 19 143 Arbitrage : Rubiel Vazquez | Spectateurs : 19 143 Arbitrage : Rubiel Vazquez |

##### Premier tour
| 27 octobre 2024      | Los Angeles FC                   | 2 - 1   | Whitecaps de Vancouver | BMO Stadium, Los Angeles                      |                                               |
| 18 h 45 heure locale | Bouanga 30e (pen.) · Olivera 57e | (1 - 0) | 90+5e Gauld            | Spectateurs : 22 298 Arbitrage : Jair Marrufo | Spectateurs : 22 298 Arbitrage : Jair Marrufo |
| 18 h 45 heure locale | Rapport                          |         |                        | Spectateurs : 22 298 Arbitrage : Jair Marrufo | Spectateurs : 22 298 Arbitrage : Jair Marrufo |

| 3 novembre 2024      | Whitecaps de Vancouver                                | 3 - 0   | Los Angeles FC | BC Place, Vancouver                              |                                                  |
| 17 h 45 heure locale | Gauld 10e · Hollingshead 13e (csc) · Segura 68e (csc) | (2 - 0) |                | Spectateurs : 20 695 Arbitrage : Rosendo Mendoza | Spectateurs : 20 695 Arbitrage : Rosendo Mendoza |
| 17 h 45 heure locale | Rapport                                               |         |                | Spectateurs : 20 695 Arbitrage : Rosendo Mendoza | Spectateurs : 20 695 Arbitrage : Rosendo Mendoza |

| 8 novembre 2024      | Los Angeles FC | 1 - 0   | Whitecaps de Vancouver | BMO Stadium, Los Angeles                       |                                                |
| 19 h 30 heure locale | Bogusz 62e     | (0 - 0) |                        | Spectateurs : 22 220 Arbitrage : Joe Dickerson | Spectateurs : 22 220 Arbitrage : Joe Dickerson |
| 19 h 30 heure locale | Rapport        |         |                        | Spectateurs : 22 220 Arbitrage : Joe Dickerson | Spectateurs : 22 220 Arbitrage : Joe Dickerson |

| 26 octobre 2024   | Galaxy de Los Angeles                        | 5 - 0   | Rapids du Colorado | Dignity Health Sports Park, Carson             |                                                |
| 20 h heure locale | Joveljić 32e 75e · Nelson 52e · Puig 54e 87e | (1 - 0) |                    | Spectateurs : 24 537 Arbitrage : Lukasz Szpala | Spectateurs : 24 537 Arbitrage : Lukasz Szpala |
| 20 h heure locale | Rapport                                      |         |                    | Spectateurs : 24 537 Arbitrage : Lukasz Szpala | Spectateurs : 24 537 Arbitrage : Lukasz Szpala |

| 1er novembre 2024    | Rapids du Colorado | 1 - 4   | Galaxy de Los Angeles                              | Dick's Sporting Goods Park, Commerce City     |                                               |
| 19 h 30 heure locale | Larraz 19e         | (1 - 2) | 8e Gabriel Pec · 45+3e Paintsil · 90+1e 90+3e Puig | Spectateurs : 16 010 Arbitrage : Victor Rivas | Spectateurs : 16 010 Arbitrage : Victor Rivas |
| 19 h 30 heure locale | Rapport            |         |                                                    | Spectateurs : 16 010 Arbitrage : Victor Rivas | Spectateurs : 16 010 Arbitrage : Victor Rivas |

| 29 octobre 2024   | Real Salt Lake                                    | 0 - 0             | Minnesota United                                   | America First Field, Sandy                           |                                                      |
| 19 h heure locale |                                                   | (0 - 0)           |                                                    | Spectateurs : 19 195 Arbitrage : Pierre-Luc Lauzière | Spectateurs : 19 195 Arbitrage : Pierre-Luc Lauzière |
| 19 h heure locale | Rapport                                           |                   |                                                    | Spectateurs : 19 195 Arbitrage : Pierre-Luc Lauzière | Spectateurs : 19 195 Arbitrage : Pierre-Luc Lauzière |
| 19 h heure locale | Arango · Gonçalves · Glad · Julio · Eneli · Ojeda | Tirs au but 4 - 5 | Yeboah · Trapp · Boxall · Jeong · Oluwaseyi · Díaz | Spectateurs : 19 195 Arbitrage : Pierre-Luc Lauzière | Spectateurs : 19 195 Arbitrage : Pierre-Luc Lauzière |

| 2 novembre 2024   | Minnesota United                | 1 - 1             | Real Salt Lake                     | Allianz Field, Saint Paul                   |                                             |
| 20 h heure locale | Rosales 53e                     | (0 - 0)           | 75e Eneli                          | Spectateurs : 19 912 Arbitrage : Tori Penso | Spectateurs : 19 912 Arbitrage : Tori Penso |
| 20 h heure locale | Rapport                         |                   |                                    | Spectateurs : 19 912 Arbitrage : Tori Penso | Spectateurs : 19 912 Arbitrage : Tori Penso |
| 20 h heure locale | Yeboah · Dotson · Trapp · Jeong | Tirs au but 3 - 1 | Arango · Gonçalves · Crooks · Luna | Spectateurs : 19 912 Arbitrage : Tori Penso | Spectateurs : 19 912 Arbitrage : Tori Penso |

| 28 octobre 2024   | Sounders de Seattle                              | 0 - 0             | Dynamo de Houston                                 | Lumen Field, Seattle                       |                                            |
| 18 h heure locale |                                                  | (0 - 0)           |                                                   | Spectateurs : 30 026 Arbitrage : Ted Unkel | Spectateurs : 30 026 Arbitrage : Ted Unkel |
| 18 h heure locale | Rapport                                          |                   |                                                   | Spectateurs : 30 026 Arbitrage : Ted Unkel | Spectateurs : 30 026 Arbitrage : Ted Unkel |
| 18 h heure locale | Ruidíaz · Rusnák · Ragen · C. Roldan · A. Roldan | Tirs au but 5 - 4 | Ponce · Dorsey · Kowalczyk · Sviatchenko · Steres | Spectateurs : 30 026 Arbitrage : Ted Unkel | Spectateurs : 30 026 Arbitrage : Ted Unkel |

| 3 novembre 2024      | Dynamo de Houston                                                 | 1 - 1             | Sounders de Seattle                                                  | Shell Energy Stadium, Houston                       |                                                     |
| 17 h 30 heure locale | C. Roldan 90+3e (csc)                                             | (0 - 0)           | 87e C. Roldan                                                        | Spectateurs : 18 859 Arbitrage : Armando Villarreal | Spectateurs : 18 859 Arbitrage : Armando Villarreal |
| 17 h 30 heure locale | Rapport                                                           |                   |                                                                      | Spectateurs : 18 859 Arbitrage : Armando Villarreal | Spectateurs : 18 859 Arbitrage : Armando Villarreal |
| 17 h 30 heure locale | Ponce · Dorsey · Kowalczyk · Ferreira · Steres · Raines · Schmitt | Tirs au but 6 - 7 | C. Roldan · Ragen · A. Roldan · Leyva · Ruidíaz · Minoungou · Vargas | Spectateurs : 18 859 Arbitrage : Armando Villarreal | Spectateurs : 18 859 Arbitrage : Armando Villarreal |

##### Demi-finales de conférence
| 23 novembre 2024     | Los Angeles FC   | 1 - 2 a. p.           | Sounders de Seattle            | BMO Stadium, Los Angeles                            |                                                     |
| 19 h 30 heure locale | Hollingshead 50e | (0 - 0, 1 - 1, 1 - 1) | 59e (csc) Chanot · 109e Morris | Spectateurs : 22 301 Arbitrage : Guido Gonzales Jr. | Spectateurs : 22 301 Arbitrage : Guido Gonzales Jr. |
| 19 h 30 heure locale | Rapport          |                       |                                | Spectateurs : 22 301 Arbitrage : Guido Gonzales Jr. | Spectateurs : 22 301 Arbitrage : Guido Gonzales Jr. |

| 24 novembre 2024  | Galaxy de Los Angeles                                     | 6 - 2   | Minnesota United       | Dignity Health Sports Park, Carson               |                                                  |
| 15 h heure locale | Gabriel Pec 1re 50e · Joveljić 18e 89e · Paintsil 37e 86e | (3 - 2) | 6e 45+4e (pen.) Yeboah | Spectateurs : 26 192 Arbitrage : Rosendo Mendoza | Spectateurs : 26 192 Arbitrage : Rosendo Mendoza |
| 15 h heure locale | Rapport                                                   |         |                        | Spectateurs : 26 192 Arbitrage : Rosendo Mendoza | Spectateurs : 26 192 Arbitrage : Rosendo Mendoza |

##### Finale de conférence
| 30 novembre 2024  | Galaxy de Los Angeles | 1 - 0   | Sounders de Seattle | Dignity Health Sports Park, Carson            |                                               |
| 19 h heure locale | Joveljić 85e          | (0 - 0) |                     | Spectateurs : 26 327 Arbitrage : Drew Fischer | Spectateurs : 26 327 Arbitrage : Drew Fischer |
| 19 h heure locale | Rapport               |         |                     | Spectateurs : 26 327 Arbitrage : Drew Fischer | Spectateurs : 26 327 Arbitrage : Drew Fischer |

#### Coupe MLS
| 7 décembre 2024   | Galaxy de Los Angeles      | 2 - 1   | Red Bulls de New York | Dignity Health Sports Park, Carson                  |                                                     |
| 13 h heure locale | Paintsil 9e · Joveljić 13e | (2 - 1) | 28e Nealis            | Spectateurs : 26 812 Arbitrage : Guido Gonzales Jr. | Spectateurs : 26 812 Arbitrage : Guido Gonzales Jr. |
| 13 h heure locale | Rapport                    |         |                       | Spectateurs : 26 812 Arbitrage : Guido Gonzales Jr. | Spectateurs : 26 812 Arbitrage : Guido Gonzales Jr. |

## Statistiques individuelles

### Meilleurs buteurs
| Rang | Joueur             | Club                  | Buts | Passes | Minutes |
| ---- | ------------------ | --------------------- | ---- | ------ | ------- |
| 1    | Christian Benteke  | D.C. United           | 23   | 7      | 2601    |
| 2    | Lionel Messi       | Inter Miami           | 20   | 16     | 1485    |
| 3    | Denis Bouanga      | Los Angeles FC        | 20   | 11     | 2755    |
| 4    | Luis Suárez        | Inter Miami           | 20   | 9      | 1920    |
| 5    | Cucho Hernández    | Crew de Columbus      | 19   | 14     | 2118    |
| 6    | Cristian Arango    | Real Salt Lake        | 17   | 12     | 2291    |
| 7    | Dániel Gazdag      | Union de Philadelphie | 17   | 3      | 2500    |
| 8    | Gabriel Pec        | Galaxy de Los Angeles | 16   | 14     | 2730    |
| 9    | Jonathan Rodríguez | Timbers de Portland   | 16   | 7      | 2435    |
| 10   | Alonso Martínez    | New York City FC      | 16   | 3      | 1498    |
| 11   | Petar Musa         | FC Dallas             | 16   | 3      | 2304    |

| Source : Classement des buteurs sur le site de Major League Soccer |

### Meilleurs passeurs
| Rang | Joueur             | Club                    | Passes |
| ---- | ------------------ | ----------------------- | ------ |
| 1    | Evander            | Timbers de Portland     | 19     |
| 1    | Luciano Acosta     | FC Cincinnati           | 19     |
| 3    | Lionel Messi       | Inter Miami             | 16     |
| 3    | Albert Rusnák      | Sounders de Seattle     | 16     |
| 5    | Ryan Gauld         | Whitecaps de Vancouver  | 15     |
| 5    | Robin Lod          | Minnesota United        | 15     |
| 5    | Riqui Puig         | Galaxy de Los Angeles   | 15     |
| 8    | Jordi Alba         | Inter Miami CF          | 14     |
| 8    | Cristian Espinoza  | Earthquakes de San José | 14     |
| 8    | Cucho Hernández    | Crew de Columbus        | 14     |
| 8    | Djordje Mihailovic | Rapids du Colorado      | 14     |
| 8    | Santiago Moreno    | Timbers de Portland     | 14     |
| 8    | Gabriel Pec        | Galaxy de Los Angeles   | 14     |

| Source : Classement des passeurs sur le site de Major League Soccer |

## Récompenses individuelles

### Récompenses annuelles
| Trophée                            | Joueur                 | Club                  |
| ---------------------------------- | ---------------------- | --------------------- |
| Meilleur joueur (saison régulière) | Lionel Messi           | Inter Miami           |
| Meilleur joueur (finale MLS)       | Gastón Brugman         | Galaxy de Los Angeles |
| Meilleur jeune joueur              | Diego Luna             | Real Salt Lake        |
| Meilleur gardien                   | Kristijan Kahlina (en) | Charlotte FC          |
| Meilleur défenseur                 | Steven Moreira         | Crew de Columbus      |
| Meilleur entraîneur                | Wilfried Nancy         | Crew de Columbus      |
| Meilleur nouveau venu              | Gabriel Pec            | Galaxy de Los Angeles |
| Meilleur retour                    | Lewis Morgan           | Red Bulls de New York |
| Meilleur buteur                    | Christian Benteke      | D.C. United           |
| Action humanitaire de l'année      | Darlington Nagbe       | Crew de Columbus      |
| Meilleur arbitre                   | Drew Fischer (en)      | Drew Fischer (en)     |
| Meilleur arbitre assistant         | Kyle Atkins            | Kyle Atkins           |
| Meilleur but                       | Luca Orellano          | FC Cincinnati         |
| Meilleur arrêt                     | Maarten Paes           | FC Dallas             |

### Équipe-type
| Poste      | Joueurs                | Clubs                 |
| ---------- | ---------------------- | --------------------- |
| Gardien    | Kristijan Kahlina (en) | Charlotte FC          |
| Défenseurs | Yeimar Gómez           | Sounders de Seattle   |
| Défenseurs | Jordi Alba             | Inter Miami           |
| Défenseurs | Steven Moreira         | Crew de Columbus      |
| Milieux    | Luciano Acosta         | FC Cincinnati         |
| Milieux    | Riqui Puig             | Galaxy de Los Angeles |
| Milieux    | Evander                | Timbers de Portland   |
| Attaquants | Denis Bouanga          | Los Angeles FC        |
| Attaquants | Cucho Hernández        | Crew de Columbus      |
| Attaquants | Lionel Messi           | Inter Miami           |
| Attaquants | Christian Benteke      | D.C. United           |

### Récompenses mensuelles

#### Joueur du mois
| Mois              | Joueur          | Équipe              | Lien     |
| ----------------- | --------------- | ------------------- | -------- |
| Février et mars   | Luis Suárez     | Inter Miami         | 7M 5B 3P |
| Avril             | Lionel Messi    | Inter Miami         | 4M 6B 4P |
| Mai               | Luciano Acosta  | FC Cincinnati       | 6M 3B 5P |
| Juin              | Mateusz Bogusz  | Los Angeles FC      | 5M 6B 3P |
| Juillet           | Cucho Hernández | Crew de Columbus    | 5M 3B 4P |
| Août et septembre | Evander         | Timbers de Portland | 5M 4B 5P |
| Octobre           | Lionel Messi    | Inter Miami         | 3M 5B 1P |

M=Matchs ; B=Buts ; P=Passes décisives

### Récompenses hebdomadaires

#### Joueur de la semaine
| Semaine     | Joueur                | Équipe                               | Lien  |
| ----------- | --------------------- | ------------------------------------ | ----- |
| Semaine 1+2 | Christian Benteke     | D.C. United                          | 3B    |
| Semaine 3   | Luis Suárez           | Inter Miami                          | 2B 2P |
| Semaine 4   | Giórgos Giakoumákis   | Atlanta United                       | 3B    |
| Semaine 5   | Luis Suárez           | Inter Miami                          | 2B    |
| Semaine 6   | Lewis Morgan          | Red Bulls de New York                | 3B    |
| Semaine 7   | Cristian Arango       | Real Salt Lake                       | 3B    |
| Semaine 8   | Raúl Ruidíaz          | Sounders de Seattle                  | 2B 1P |
| Semaine 9   | Lionel Messi          | Inter Miami                          | 1B 1P |
| Semaine 10  | Cristian Arango       | Real Salt Lake                       | 2B 2P |
| Semaine 11  | Lionel Messi          | Inter Miami                          | 2B 1P |
| Semaine 12  | Lionel Messi          | Inter Miami                          | 1B 5P |
| Semaine 13  | Christian Benteke     | D.C. United                          | 3B    |
| Semaine 14  | Denis Bouanga         | Los Angeles FC                       | 2B    |
| Semaine 15  | Federico Bernardeschi | Toronto FC                           | 3B    |
| Semaine 16  | Luca Orellano         | FC Cincinnati                        | 2B    |
| Semaine 17  | Saba Lobzhanidze      | Atlanta United                       | 2B    |
| Semaine 18  | Cristian Arango       | Real Salt Lake                       | 3B 1P |
| Semaine 19  | Aljaž Ivačič          | Revolution de la Nouvelle-Angleterre | 5A CS |
| Semaine 20  | Yuya Kubo             | FC Cincinnati                        | 3B    |
| Semaine 21  | Petar Musa            | FC Dallas                            | 3B    |
| Semaine 22  | Cucho Hernández       | Crew de Columbus                     | 3B    |
| Semaine 23  | Brian White           | Whitecaps de Vancouver               | 3B    |
| Semaine 24  | Hugo Cuypers          | Fire de Chicago                      | 2B    |
| Semaine 25  | Diego Luna            | Real Salt Lake                       | 1B 3P |
| Semaine 26  | Ashley Westwood       | Charlotte FC                         | 3P    |
| Semaine 27  | Tai Baribo            | Union de Philadelphie                | 3B    |
| Semaine 28  | Dániel Gazdag         | Union de Philadelphie                | 3B    |
| Semaine 29  | Luis Suárez           | Inter Miami                          | 2B    |
| Semaine 30  | Luca Orellano         | FC Cincinnati                        | 2B    |
| Semaine 31  | Albert Rusnák         | Sounders de Seattle                  | 3B    |
| Semaine 32  | Lionel Messi          | Inter Miami                          | 2B 1P |
| Semaine 33  | Evander               | Timbers de Portland                  | 1P    |
| Semaine 34  | Gabriel Pec           | Galaxy de Los Angeles                | 1B 2P |
| Semaine 35  | Alonso Martínez       | New York City FC                     | 2B    |
| Semaine 36  | Lionel Messi          | Inter Miami                          | 2B    |
| Semaine 37  | Cucho Hernández       | Crew de Columbus                     | 2B    |
| Semaine 38  | Lionel Messi          | Inter Miami                          | 3B 1P |

B=Buts ; P=Passes décisives ; BV=But Vainqueur ; A=Arrêts ; CS=Clean Sheet

#### But de la semaine
| Semaine     | Joueur              | Équipe                 |
| ----------- | ------------------- | ---------------------- |
| Semaine 1+2 | Mateusz Bogusz      | Los Angeles FC         |
| Semaine 3   | Lorenzo Insigne     | Toronto FC             |
| Semaine 4   | Lorenzo Insigne     | Toronto FC             |
| Semaine 5   | Joakim Nilsson      | St. Louis City         |
| Semaine 6   | Ashley Westwood     | Charlotte FC           |
| Semaine 7   | Aníbal Godoy        | Nashville SC           |
| Semaine 8   | Raúl Ruidíaz        | Sounders de Seattle    |
| Semaine 9   | Lionel Messi        | Inter Miami            |
| Semaine 10  | Célio Pompeu        | St. Louis City         |
| Semaine 11  | Aléxandros Katránis | Real Salt Lake         |
| Semaine 12  | Matías Rojas        | Inter Miami            |
| Semaine 13  | Matías Rojas        | Inter Miami            |
| Semaine 14  | Ashley Westwood     | Charlotte FC           |
| Semaine 15  | Leonardo Campana    | Inter Miami            |
| Semaine 16  | Anderson Julio      | Real Salt Lake         |
| Semaine 17  | Lionel Messi        | Inter Miami            |
| Semaine 18  | Chris Durkin        | St. Louis City         |
| Semaine 19  | Non attribué        | Non attribué           |
| Semaine 20  | Ryan Gauld          | Whitecaps de Vancouver |
| Semaine 21  | Luca Orellano       | FC Cincinnati          |
| Semaine 22  | Patrick Agyemang    | Charlotte FC           |
| Semaine 23  | Maximilian Arfsten  | Crew de Columbus       |
| Semaine 24  | Diego Luna          | Real Salt Lake         |
| Semaine 25  | Luciano Acosta      | FC Cincinnati          |
| Semaine 26  | Cucho Hernández     | Crew de Columbus       |
| Semaine 27  | Quinn Sullivan      | Union de Philadelphie  |
| Semaine 28  | Mateusz Bogusz      | Los Angeles FC         |
| Semaine 29  | Evander             | Timbers de Portland    |
| Semaine 30  | Luca Orellano       | FC Cincinnati          |
| Semaine 31  | Simon Becher        | St. Louis City         |
| Semaine 32  | Lionel Messi        | Inter Miami            |
| Semaine 33  | Alekseï Miranchuk   | Atlanta United         |
| Semaine 34  | Evander             | Timbers de Portland    |
| Semaine 35  | Lionel Messi        | Inter Miami            |
| Semaine 36  | Lionel Messi        | Inter Miami            |
| Semaine 37  | Leonardo Campana    | Inter Miami            |

## Bilan
| Championnat des États-Unis de football 2024            |                                  |
| Champion                                               | Galaxy de Los Angeles (6e titre) |
| Dauphin                                                | Red Bulls de New York            |
| Séries (demi-finales de conférence)                    | Los Angeles FC                   |
| Séries (demi-finales de conférence)                    | Galaxy de Los Angeles            |
| Séries (demi-finales de conférence)                    | Sounders de Seattle              |
| Séries (demi-finales de conférence)                    | Orlando City SC                  |
| Séries (demi-finales de conférence)                    | Minnesota United                 |
| Séries (demi-finales de conférence)                    | New York City FC                 |
| Séries (demi-finales de conférence)                    | Red Bulls de New York            |
| Séries (demi-finales de conférence)                    | Atlanta United                   |
| Coupes et trophées                                     |                                  |
| Vainqueur de la Coupe des États-Unis 2024              | Los Angeles FC                   |
| Vainqueur Leagues Cup                                  | Crew de Columbus                 |
| Qualifications continentales                           |                                  |
| Coupe des champions de la CONCACAF 2025 (8e de finale) | Galaxy de Los Angeles            |
| Coupe des champions de la CONCACAF 2025 (8e de finale) | Crew de Columbus                 |
| Coupe des champions de la CONCACAF 2025 (premier tour) | Inter Miami                      |
| Coupe des champions de la CONCACAF 2025 (premier tour) | Los Angeles FC                   |
| Coupe des champions de la CONCACAF 2025 (premier tour) | FC Cincinnati                    |
| Coupe des champions de la CONCACAF 2025 (premier tour) | Real Salt Lake                   |
| Coupe des champions de la CONCACAF 2025 (premier tour) | Sounders de Seattle              |
| Coupe des champions de la CONCACAF 2025 (premier tour) | Rapids du Colorado               |
| Coupe des champions de la CONCACAF 2025 (premier tour) | Sporting Kansas City             |